# Traktaat van Heeswijk
Het Traktaat van Heeswijk bepaalde onder welke voorwaarden het koninkrijk Frankrijk en het koninkrijk Engeland vrede zouden sluiten met de Republiek der Zeven Verenigde Nederlanden tijdens de Hollandse Oorlog (1672-1678).
Dit ontwerpakkoord werd gepresenteerd op Kasteel Heeswijk op het hoogtepunt van de Franse invasie van de Republiek. De twee koninkrijken besloten om samen een vredesverdrag met de Republiek te proberen te sluiten om zo de meest gunstige voorwaarden te bedingen. Stadhouder Willem III van Oranje weigerde echter te tekenen, waardoor het traktaat geen rechtsgeldigheid kreeg. Al tijdens de Vredesconferentie van Keulen in 1673 bleken Frankrijk en Engeland bereid om af te wijken van het Traktaat. De Vrede van Westminster tussen Engeland en de Republiek maakte definitief een einde aan het Traktaat van Heeswijk.

## Voorgeschiedenis
In juni 1670 hadden de koningen Lodewijk XIV van Frankrijk en Karel II van Engeland in het geheime Verdrag van Dover reeds plannen gemaakt voor een invasie van de Republiek, en voor een verdeling van veroverde gebieden. Later werden ook Keulen en Münster betrokken bij de plannen. Engeland en Frankrijk verklaarden respectievelijk op 27 maart en 6 april 1672 de oorlog aan de Republiek: het begin van het Rampjaar 1672. Halverwege juni was het Staatse leger onder kapitein-generaal Willem III teruggedrongen tot achter de Hollandse Waterlinie. De Staten-Generaal stuurden in de laatste week van juni haar voormalige gezant in Frankrijk, Pieter de Groot, naar Lodewijk XIV om te onderhandelen over de overgave van de Republiek. De onderhandelingen tussen De Groot en de Fransen bleven zonder directe gevolgen. De Waterlinie was inmiddels volgelopen, waardoor de Franse invasie van Holland werd voorkomen.
In juli arriveerden de Engelse diplomaten George Villiers van Buckingham en Henry Bennet van Arlington in de Republiek. Zij waren op weg naar Kasteel Heeswijk waar Lodewijk XIV zijn intrek had genomen. Eerst spraken zij op 5 juli in Nieuwerbrug met Willem III, die enkele dagen eerder tot stadhouder van Holland was benoemd. Bij dit gesprek waren ook Coenraad van Beuningen, Scato Gockinga en gedeputeerde te velde van de Staten-Generaal Hiëronymus van Beverningh aanwezig. De Engelsen toonden zich bereid een vredesverdrag te sluiten, maar de eisen die ze daarbij stelden werden als onacceptabel gezien. Willem III liet weten dat hij 'liever duizend keer dood ging dan ze te accepteren'. Hij stelde in plaats daarvan voor om een afzonderlijke vrede te sluiten tussen de Republiek en Engeland, maar daar gingen de Engelsen niet op in.

## Het ontwerpakkoord

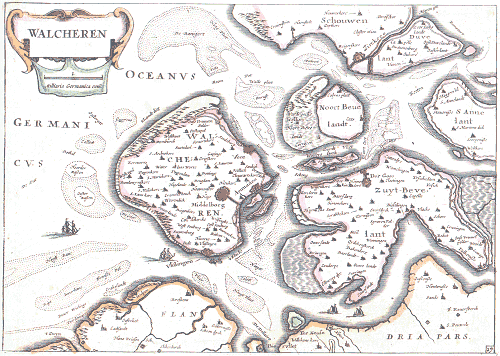
Engeland eiste dat de Republiek Walcheren zou afstaan.

Na de mislukte onderhandelingen in Nieuwerbrug kwamen de Engelse diplomaten in Heeswijk tot een overeenkomst met de Fransen. Engeland en Frankrijk besloten om geen afzonderlijke vredesverdragen te sluiten met de Republiek, en combineerden hun eisen tot één pakket waarmee de Republiek akkoord zou moeten gaan. Dat waren de eisen die Lodewijk XIV aan Pieter de Groot had voorgelegd, de eisen van Buckingham en Arlington en een reeks nieuwe eisen. Engeland had voor de oorlog al delen van Staats-Vlaanderen en Zeeland opgeëist, en wilde daarnaast ook Walcheren in haar bezit krijgen.

## Nasleep
In 1673 werd er in Keulen onder bemiddeling van Zweden onderhandeld over een vrede tussen de diverse strijdende landen. Frankrijk onderhandelde al vanaf het begin van de conferentie afzonderlijk met de gezanten van de Republiek, Van Beverningh en Willem van Haren. De vredesonderhandelingen met Frankrijk leidden uiteindelijk tot niets en werden op 19 mei 1674 beëindigd.
In opdracht van de Staten-Generaal voerde Van Beverningh vanaf het najaar van 1673 ook geheime onderhandelingen met de Engelse diplomaat Joseph Williamson. Met hulp van de Spaanse ambassadeur in Londen, de markies Del Fresno, leidden deze onderhandelingen op 19 februari 1674 tot de Vrede van Westminster. Door de afzonderlijke vrede tussen Engeland en de Republiek werd voorgoed afgezien van het Traktaat van Heeswijk. De Republiek zou nog tot het tekenen van de Vrede van Nijmegen in 1678 in oorlog blijven met Frankrijk.